# Giuseppe Ottavio Pitoni

Giuseppe Ottavio Pitoni

Giuseppe Ottavio Pitoni (* 18. März 1657 in Rieti; † 1. Februar 1743 in Rom) war ein italienischer Komponist des Barock.

## Leben
Als Fünfjähriger begann Pitoni mit ersten musikalischen Studien in Rom, mit acht Jahren war er Chorsänger an der Kirche San Giovanni dei Fiorentini, später an Santi XII Apostoli. Zu seinen Lehrern zählte Francesco Foggia. 1673 wurde er Kapellmeister in Monterotondo und ab 1674 in Assisi. Dort begann er sich in das Studium der Werke Palestrina zu vertiefen und war ein Jahr später an der Kollegiatkirche von San Marco in Rom, wo er bis zu seinem Tode wirkte. Zeitgleich war er auch noch in mehreren anderen Kirchen Roms tätig, so ab 1686 an Sant’Apollinare, der Kirche des Collegium Germanicum, von 1692 als Organist und ab 1696 als Kapellmeister in San Lorenzo in Damaso, von 1708 bis 1719 in S. Giovanni in Laterano und schließlich an der Cappella Giulia in San Pietro. Von 1696 bis 1731 stand er auch in Diensten des Kardinals Pietro Ottoboni. 1709 lehnte er ein Angebot als Nachfolger Alessandro Scarlattis als Kapellmeister an S. Maria Maggiore ab.
Zu seinen namhaftesten Schülern zählen Leonardo Leo, Francesco Feo, Francesco Antonio Bonporti, Girolamo Chiti, António Teixeira und Francesco Durante.
Pitoni trat als Autor zahlreicher musiktheoretischer Schriften hervor. In seinen letzten Lebensjahren unterhielt er einen regen Briefwechsel mit dem in Bologna wirkenden Padre Martini.

## Werke
Pitoni war ein äußerst produktiver Komponist, er hinterließ mehr als 3500 Sakralkompositionen, vielfach im Stile Palestrinas. Zahlreiche Handschriften Pitonis befinden sich in der „Santini-Sammlung“ der Diözesanbibliothek Münster. Von seinen Instrumentalwerken sind nur einige wenige erhalten.
Musik
- 278 Messen
- 221 Introitus (Einleitungen zu Messen)
- 231 Graduale (Zwischengesänge)
- 211 Offertorien
- 637 Antifone
- 255 Hymnen
- 789 Psalmen
- 236 Motetten
- 24 Lamentos
- 24 Responsorien
- 37 Litaneien

Musiktheoretische Schriften
- Guida armonica (Rom, um 1690 ist größtenteils als Manuskript erhalten, gedruckt wurde lediglich Band I). Eine Facsimileausgabe, nach einem Exemplar aus dem Besitz des Padre Martini, erschien 1990, ISBN 88-7096-008-0
- Regole di contrappunto
- Notizia de' Contrappuntisti e Compositori di musica dagli anni dell'era cristiana 1000 fino al 1700 (1725)
- Aggiunte alle Regole di contrapunto di Giulio Belli